# Miss Algérie
Pour les articles homonymes, voir Miss.
Miss Algérie est un concours de beauté féminine organisé depuis 1985 en Algérie lors du forum international de l'amitié . En 1996 un comité d'organisation a été créé pour l'organisation de Miss Algérie dont la première édition remonte à 1996.
Le concours de beauté destiné aux Algériennes âgées de 18 ans à 26 ans et mesurant au minimum 1,68 m. Ce concours ouvre droit, pour la gagnante, au titre annuel du même nom.

## Histoire de Miss Algérie
Miss Algérie est un concours de beauté féminine organisé depuis 1985 en Algérie lors du forum international de l'amitié . En 1996 un comité d'organisation a été créé pour l'organisation de Miss Algérie dont la première édition remonte à 1996.
Depuis sa création officiel le 24 novembre 1996 avec un dépôt du droit d'auteur au niveau de l'ONDA, le concours organisé par Hamdad Abdelkader Cherradi a été repris en 2013 par son fils Hamdad Fayçal.
Lors de l’élection de Miss Monde 2002, l’Algérie participe pour la première fois au concours. Lamia Saoudi est classée 26e mais n’est malheureusement pas retenue.
Miss Algérie 2004, Carmen Hemdaoui est ukrainienne de par sa mère, et a survécu au séisme du 21 mai 2003 dans la wilaya de Bourmedès.
Nesrine Melbani qui a été élue Miss Algérie 2005, est la 1ère Dauphine de Miss Tourism Planet.
Miss Algérie 2013, Rym Amari, s’était vue reprocher d’avoir une beauté « trop européenne » mais obtient tous de même le titre de Best Model of Africa alors que Khadidja Benhamou, Miss Algérie 2019 et originaire d’Adrar étant la première femme noire à gagnée l’élection de Miss Algérie, est l'objet de remarque racistes (mais aussi des milliers de messages de solidarité) en raison d'un peau foncée et de ses cheveux crépus. Les critiques de principe du concours ont cependant tendance à se réduire.
Miss Algérie 2018, Nihed Markria de la wilaya d’Oran a représenté le pays à Miss Multinational 2018 où elle se place 2e dauphine.
L'édition 2024 de Miss Algérie a été marquée par la victoire de Lynda Boubekeur, représentante de la wilaya d'Alger. Couronnée lors d'une cérémonie prestigieuse diffusée en direct sur la chaîne One TV, Lynda s'est distinguée par son élégance, son éloquence et son engagement envers des causes humanitaires. Pour la première fois, le public a pu participer activement à l'élection en votant pour sa candidate préférée via l'application Yassir, rendant l'événement encore plus interactif et démocratique. Ce concours, symbole de la beauté et de l'intelligence algérienne, a une fois de plus affirmé son rôle en tant que plateforme pour inspirer et responsabiliser les jeunes femmes à travers le pays.

## Palmarès des Miss Algérie
| Année     | Prénom et nom                                                                         | Région représentée                                                                    | Commentaires                                                                           |
| --------- | ------------------------------------------------------------------------------------- | ------------------------------------------------------------------------------------- | -------------------------------------------------------------------------------------- |
| 1999      | Dounia Amesrar                                                                        | wilaya d'Annaba ;                                                                     |                                                                                        |
| 2000      | Soraya Boukebir                                                                       | Miliana ;                                                                             |                                                                                        |
| 2001      | concours annulé (en raison de la catastrophe qui a touché la région d'Aïn-Témouchent) | concours annulé (en raison de la catastrophe qui a touché la région d'Aïn-Témouchent) | concours annulé (en raison de la catastrophe qui a touché la région d'Aïn-Témouchent)  |
| 2002      | Lamia Saoudi                                                                          |                                                                                       | Première algérienne à participer au concours de Miss Monde en 2002, elle se classe 26e |
| 2003      | concours annulé (en solidarité avec les victimes du séisme de Boumerdès)              | concours annulé (en solidarité avec les victimes du séisme de Boumerdès)              | concours annulé (en solidarité avec les victimes du séisme de Boumerdès)               |
| 2004      | Carmen Hemdaoui                                                                       | wilaya de Boumerdès                                                                   |                                                                                        |
| 2005      | Nesrine Melbani                                                                       | wilaya d'Alger                                                                        |                                                                                        |
| 2006      | Rym leitimi                                                                           | wilaya d'Alger                                                                        |                                                                                        |
| 2007-2012 | Pas d'élection                                                                        | Pas d'élection                                                                        | Pas d'élection                                                                         |
| 2013      | Rym Amari                                                                             | wilaya d'Alger                                                                        | Elle obtient le titre de Best Model of Africa 2013.                                    |
| 2014      | Fatma-Zohra Sabrine Chouib.                                                           |                                                                                       |                                                                                        |
| 2015-2018 | Pas d'élection                                                                        | Pas d'élection                                                                        | Pas d'élection                                                                         |
| 2018      | Nihed Markria.                                                                        | wilaya d'Oran                                                                         | 2e Dauphine de Miss Multinatonal 2018                                                  |
| 2019      | Khadidja Benhamou                                                                     | wilaya d'Adrar                                                                        |                                                                                        |
| 2020-2021 | Pas d’élection                                                                        |                                                                                       |                                                                                        |
| 2022      | Mélissa Hammoumraoui                                                                  | Wilaya d’Alger                                                                        |                                                                                        |

2023 : Pas d’élection.
2024 : Lynda Boubekeur ( Wilaya d’Alger )

## Processus d’élection et règlement
Pour concourir au titre de Miss Algérie, il est demandé de remplir les conditions suivantes : 
- Être née de sexe féminin et de nationalité algérienne ;
- Avoir un âge compris entre 18 et 26 ans à la date de la présélection ;
- Mesurer au minimum 1,70 mètre ;
- Être sans enfant(s) et non marié ;
- Posséder un casier judiciaire vierge.